# Chrysostomus Astmann
Joannes Chrysostomus Astmann (14. července 1775 Most – 5. srpna 1834 Osek u Duchcova) byl česko-německý mnich, v letech 1823–1834 v pořadí 39. opat cisterciáckého kláštera v Oseku u Duchcova, generálním vikářem a vizitátorem řádové provincie cisterciáků Bohemia.

## Život

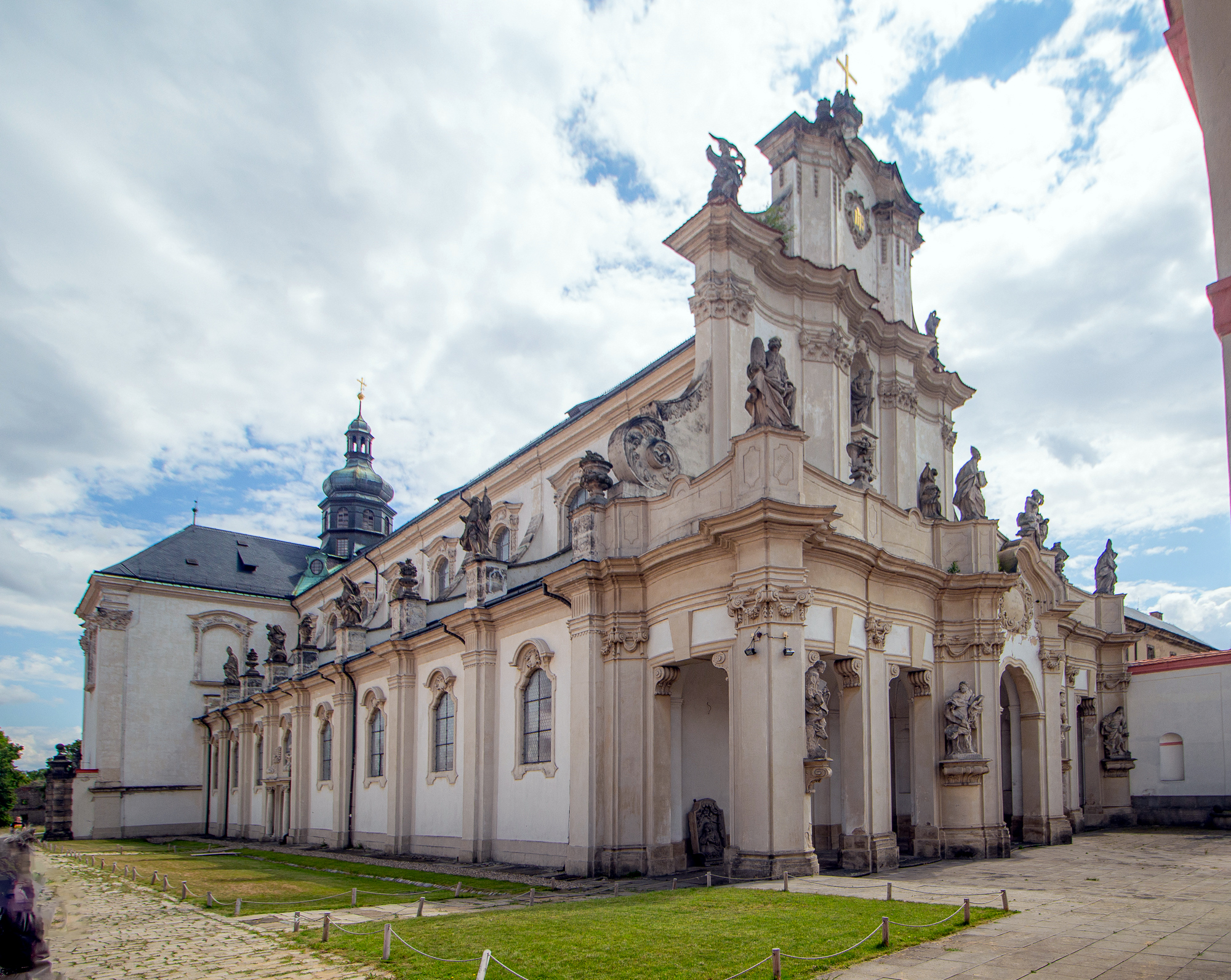
Kostel Nanebevzetí Panny Marie oseckého kláštera

Narodil se v Mostě v roce 1775 jako Josef Astmann. Vstoupil do oseckého kláštera, kde přijal jméno Jan Chrysostom (řeholní patron sv. Jan Zlatoústý – řecky Ιωάννης ο Χρυσόστομος, tedy Ioannes Chrysostomos). Vystudoval filozofii a teologii na pražské Karlo-Ferdinandově univerzitě a byl vysvěcen na kněze. Kromě toho působil jako pedagog, od roku 1810 byl prefektem gymnázia v Chomutově (které po odchodu jezuitů převzali a v letech 1773–1909 spravovali osečtí cisterciáci).
V roce 1823 byl zvolen opatem oseckého kláštera. Zasloužil se o jeho hospodářskou stabilizaci po následcích napoleonských válek. Kromě toho zastával nejvyšší řídící a kontrolní funkce české řádové provincie cisterciáků: od 8. ledna 1825 byl jejím generálním vikářem a v letech 1826-1834 vizitátorem.
V dalších aktivitách mu po roce 1832 zabránila dlouhá a těžká nemoc. Opat Joannes Chrysostomus Astmann zemřel v Oseku 5. srpna roku 1834.